# Otto Willmann
Gustav Philipp Otto Willmann (24. dubna 1839 Lešno – 1. července 1920 Litoměřice) byl německý katolický filozof a pedagog.

## Život
Studoval filologii ve Vratislavi a Berlíně a pedagogiku v Lipsku. Od roku 1868 do roku 1872 byl vedoucím cvičné školy, která byla součástí učitelského ústavu ve Vídni, jehož byl ředitelem Friedrich Dittes.
Od roku 1872 vyučoval na německé univerzitě v Praze. Byl představitelem pozic Johanna Friedricha Herbarta. Usiloval o filozofický základ pedagogiky. Jeho dílo má encyklopedické rozměry a zabývá se i tématy daleko za hranicemi pedagogiky.

## Dílo
- De figuris grammaticis, Berlin 1862
- Die Odyssee im erziehenden Unterricht, Leipzig 1868
- Pädagogische Vorträge, Leipzig 1868
- Lesebuch aus Homer, Leipzig 1889
- Lesebuch aus Herodot, Leipzig 1890
- Didaktik als Bildungslehre nach ihren Beziehungen zur Sozialforschung und zur Geschichte der Bildung. 2 Bände. Vieweg, Braunschweig 1882/89
- Geschichte des Idealismus. 3 Bände. Vieweg, Braunschweig 1894/96/97
- Philosophische Propädeutik für den Gymnasialunterricht und das Selbststudium
  - Erster Teil: Logik. Herder, Freiburg 1901
  - Zweiter Teil: Empirische Psychologie. Herder, Freiburg 1904
  - Dritter Teil: Historische Einführung in die Metaphysik. Herder, Freiburg 1914
- Aus Hörsaal und Schulstube. Gesammelte kleinere Schriften zur Erziehungs- und Unterrichtslehre. Herder, Freiburg 1904
- Aristoteles als Pädagog und Didaktiker. Reuther & Reichard, Berlin 1909
- Die wichtigsten philosophischen Fachausdrücke in historischer Anordnung. Kösel (Sammlung Kösel 28), Kempten/München 1909
- Der Lehrstand im Dienste des christlichen Volkes. Gesammelte Reden, Vorträge und Aufsätze. Kösel, Kempten/München 1910
- Aus der Werkstatt der Philosophia perennis. Gesammelte philosophische Schriften. Herder, Freiburg 1912

Posmrtně zveřejněno:
- Die Wissenschaft vom Gesichtspunkte der katholischen Wahrheit. Bonifacius-Druckerei, Paderborn 1921
- Pythagoreische Erziehungsweisheit. Aus dem Nachlass hg. v. Wenzel Pohl. Herder, Freiburg 1922
- Kleine pädagogische Schriften. Besorgt von Joseph Antz und Eugen Schoelen. Schöningh, Paderborn 1959